# Abel Gezevics Aganbegjan
Abel Gezevics Aganbegjan (oroszul Абе́л Ге́зевич Аганбегя́н, örményül Աբել Աղանբեկյան; Tbiliszi, 1932. október 8.) orosz-örmény közgazdász, egyetemi tanár. Az 1980-as évek szovjet gazdaságpolitikájának egyik jelentős közgazdásza volt, a peresztrojka egyik elméleti megalkotója. 1988-ban a Magyar Tudományos Akadémia tiszteleti tagjává választották.

## Életpályája
Magyar apa és örmény anya gyermekeként született Tbilisziben, fiatalkorában költözött a mai Oroszország területére. Egyetemi tanulmányait a moszkvai Állami Közgazdasági Egyetemen végezte. Diplomájának megszerzése után a szovjet Állami Munka- és Bérügyi Bizottság közgazdasági főosztályán kapott állást. Itt 1961-ig dolgozott, majd tudományos pályára lépett, a Szovjetunió Tudományos Akadémiája Szibériai Tagozata (Novoszibirszkben található) Gazdasági és Ipari Műszaki Tudományos Intézeténél lett laboratóriumvezető, majd 1967 és 1985 között az intézet igazgatója volt. Emellett a Novoszibirszki Állami Egyetem közgazdászprofesszora is lett. 1986-ban kinevezték az Akadémia közgazdasági osztályának vezetőjévé. 1989-ben az Orosz Föderáció kormánya által alapított Népgazdasági Akadémia igazgatójává nevezték ki, ezt a tisztségét 2002-es nyugdíjba vonulásáig töltötte be. Ezt követően több orosz bank igazgatóságának volt tagja.
1963-ban megválasztották a Szovjetunió Tudományos Akadémiájának levelező, 1974-ben rendes tagjává. 1988-ban a Magyar Tudományos Akadémia tiszteleti tagja is lett, ezen felül a Bolgár és az Örmény Tudományos Akadémia, valamint a British Academy is tiszteletbeli tagjai közé vette fel. Az 1980-as évek második felében lett az újonnan hatalomra jutott Mihail Gorbacsov szovjet pártfőtitkár gazdaságpolitikai szakértője, a Gorbacsov által fémjelzett peresztrojka elméleti szintű megalapozása is nevéhez fűződik.

## Díjai, elismerései
- Lenin-rend (1967)
- A Munka Vörös Zászló Érdemrendje (1975, 1982)
- A Łódźi Egyetem, az Alicantei Egyetem, a California State University és a Szöuli Nemzeti Egyetem díszdoktora
- Kondratyev-díj (2019)

## Főbb publikációi
- Wages and Salaries in the USSR (1959)
- Economical-Mathemathical Analysis of Input-Output Tables in USSR (1968)
- System of Models of National Economic Planning (1972)
- Management of Socialist Enterprises (1979)
- Management and Efficiency: USSR. Economy in 1981–1985 (1981)
- Economic Methods in Planned Management (David Kazakeviccsel, 1985)
- Enterprise: Managing Scientific and Technological Progress (társszerző, 1986)
- The Challenge: Economics of Perestroika (1987)
- Moving the Mountain: Inside Perestroika (1989)
- Economics in a Changing World: System Transformation, Eastern and Western Assessments (társszerző, 1989)
- Measures and Stages of Improving USSR Economy (1991)